# Bar XH Air
Bar XH Air — канадська чартерна авіакомпанія зі штаб-квартирою в місті Медісін-Хат (Альберта), що працює на ринку пасажирських і вантажних авіаперевезень Альберти, Саскачевану, східній частині провінції Британська Колумбія, а також забезпечує роботу мобільних підрозділів швидкої медичної допомоги (санітарна авіація). Головними транзитними вузлами (хабами) авіакомпанії є Аеропорт Медісін-Хат і Міжнародний аеропорт Калгарі.
Регулярні пасажирські рейси авіакомпанії виконуються під торговою маркою іншого канадського перевізника Alberta Citylink, в даний час регулярні маршрути тимчасово припинені.

## Історія
Авіакомпанія Bar XH Air була утворена в 1974 році для забезпечення рейсів санітарної авіації та виконання чартерних авіарейсів в районах західної частини Канади.
Станом на січень 2010 року в авіакомпанії працювало 75 співробітників.

## Флот
За даними Міністерства транспорту Канади в березні 2009 року повітряний флот авіакомпанії Bar XH Air складався з таких повітряних суден:
- 6 Beechcraft (Super) King Air (B-200)
- 3 Piper Chieftain
- 3 Handley Page Jetstream
- 1 Piper Cheyenne (PA-31T)
- 1 Cessna 210

Офіційний вебсайт Bar XH Air показує дещо іншу статистику по своєму повітряному флоту:
- De Haviland Dash 8 (DHC-8-100)
- De Haviland Dash 8 (DHC-8-300)